# Manfred Laucht
Manfred Laucht (* 12. Juni 1946; † 16. Januar 2020) war ein deutscher Psychologe und Hochschullehrer.

## Leben
Manfred Laucht studierte in Marburg Psychologie und promovierte bei Theo Herrmann in Mannheim in Psychologie und Linguistik. Er erhielt die Approbation als Kinder- und Jugendlichenpsychotherapeut. Im Jahr 2006 wurde Laucht zum Honorarprofessor an der Universität Potsdam ernannt. Zudem hatte er Lehraufträge an verschiedenen anderen Hochschulen inne und war in psychotherapeutischen Ausbildungsinstituten tätig. Laucht wirkte 37 Jahre in verschiedenen Positionen an der Klinik für Psychiatrie und Psychotherapie des Kindes- und Jugendalters am Zentralinstitut für Seelische Gesundheit in Mannheim. Von 1985 bis 2018 leitete er die Mannheimer Risikokinderstudie.
Lauchts Forschungsschwerpunkte waren unter anderem die Entwicklung frühgeborener Kinder, die Eltern-Kind-Interaktionsforschung, die Psychologie des Suchtmittelkonsums sowie antisoziales Verhalten. Für sein wissenschaftliches Schaffen erhielt Laucht verschiedene Auszeichnungen, unter anderem den Herrmann-Emminghaus-Preis (2007), den Kramer-Pollnow-Preis (2007) und den Wilhelm-Feuerlein-Forschungspreis für Studien zu genetischer Anfälligkeit, Trinkverhalten und Alkoholabhängigkeit (2010).

## Schriften (Auswahl)
- Kontexteffekte bei der Objektbenennung (Zugl.: Mannheim, Univ., Diss., 1981), Lang, Frankfurt am Main/Bern 1982, ISBN 978-3-8204-5721-6.
- mit Dorothea Blomeyer, Friedhelm Pfeiffer, Karsten Reuß: Mutter-Kind-Interaktion im Säuglingsalter, Familienumgebung und Entwicklung früher kognitiver und nicht-kognitiver Fähigkeiten. Eine prospektive Studie, Mannheim 2010.